# Virginie Auffret
Pour les articles homonymes, voir Auffret.
Virginie Auffret, née le 20 avril 1978 à Brest, est une golfeuse française.

## Palmarès amateurs

### Individuel
- Championne du monde par équipes (tournoi des nations) en 2000 (avec  Gwladys Nocera,  Maïtena Alsuguren (médaillée d'argent par équipes aux jeux méditerranéens en 2001 avec Sophie Giquel, alors lauréate individuelle et vice-championne de France en 1999) , et Karine Icher);
- Championne d'Europe (IELAC) par équipes en 1999 (avec  Gwladys Nocera (capt.), Maïtena Alsuguren, Karine Icher, Stéphanie Arricau, et Marine Monnet);
- Championne de France en 1999;
- Biarritz Cup en 2000;
- 3e des championnats d'Europe (IELAC) individuels en 1999 (au Karlovy Vary Golf Club (République tchèque)).